# Stijn Devillé

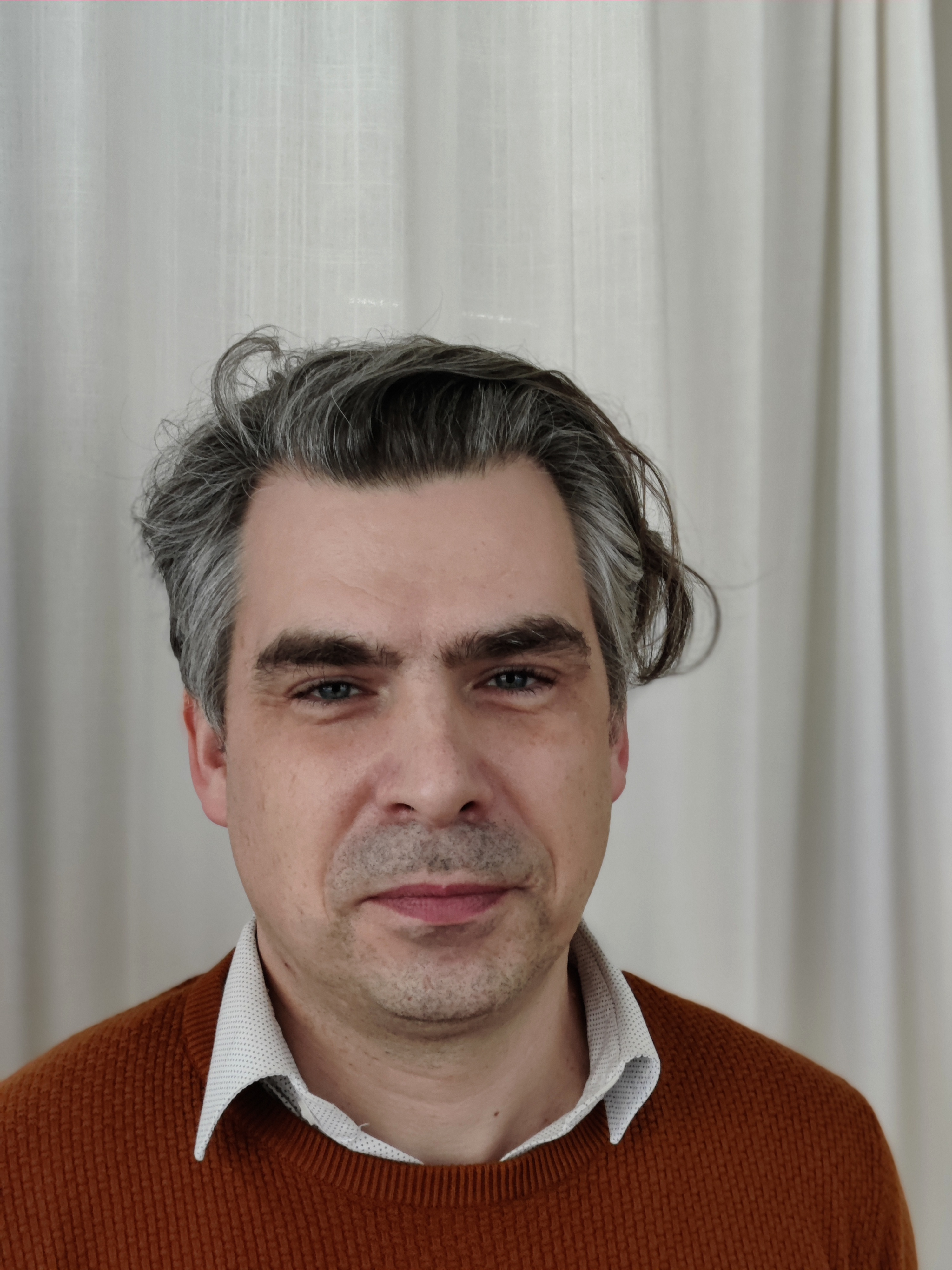
Stijn Devillé

Stijn Devillé (* 1974 in Turnhout) ist ein niederländischsprachiger belgischer Dramatiker und Regisseur. Er studierte Romanistik und Theaterwissenschaften an der KU Leuven und der Université d’Avignon sowie Bühnenregie am RITCS in Brüssel. Er ist Direktor und künstlerischer Leiter von Het nieuwstedelijk, dem Stadttheater von Leuven, Hasselt und Genk, und war Gründer der Leuvener Musiktheaterkompanie Braakland/ZheBilding, die 2015 mit de Queeste fusionierte.

## Leben
Seine Kompanie Braakland/ZheBilding erhielt 2011 sowohl den Flämischen Kulturpreis für Darstellende Kunst als auch den Biennale-Kulturpreis der KU Leuven. Im Jahr 2012 kuratierte Devillé das Theater aan Zee mit Braakland/ZheBilding.
Er schreibt seine Stücke oft in enger Zusammenarbeit mit der Dramaturgin Els Theunis. Die Texte sind bei De Nieuwe Toneelbibliotheek in Amsterdam und beim Drei Masken Verlag in München (D) verlegt. La Dissection d'un Homme Armé und Lev wurden als Hörspiele für VRT (Klara) adaptiert. Seine Werke werden ins Englische, Französische und Deutsche übersetzt, gelegentlich auch in andere Sprachen.
Im Dezember 2009 gewann er den renommierten Taalunie Toneelschrijfprijs als Autor mit seinem Stück Hitler is dood. Das Stück war eine Koproduktion zwischen Braakland/ZheBilding und der Mechelner Theatergruppe 't Arsenaal. Das Stück wurde seitdem ins Deutsche, Französische, Englische und Russische übersetzt.
Für Leni & Susan erhielt er 2016 den Publikumspreis auf dem Heidelberger Stückemarkt. 2017 erhielt Devillé für seine Trilogie Hebzucht, Angst & Hoop den Fünfjahrespreis der Königlichen Akademie für Niederländische Sprache und Literatur (KANTL) für Bühnenliteratur. Nach Tom Lanoye (2012) und David Van Reybrouck (2007) war Devillé der dritte Dramatiker, der diesen prestigeträchtigen Preis erhielt.
Im Jahr 2020 wurde Devillé vom Schauspielhaus Graz beauftragt, einen kurzen Monolog zu schreiben, der in der Coronazeit aufgeführt werden könnte: Nach der österreichischen Version wurde Buffering auch von Het Nationale Theater (Den Haag), wo Betty Schuurman den Monolog spielte, und von Het nieuwstedelijk in einer Darstellung von Simone Milsdochter produziert. Devillé stellte den Text Schauspielerinnen und Theatern, die während des Lockdowns noch Theater machen wollten, frei zur Verfügung. Der Text wurde auf Deutsch, Englisch, Französisch, Spanisch, Ungarisch, Dänisch, Türkisch, Farsi, Italienisch, Schwedisch und Tamazight übersetzt.
Im Jahr 2021 schrieb und inszenierte er „Frieden, Liebe & Freiheit“ im Auftrag des Staatstheaters Mainz, des Theaters im Bauturm (Köln) und von Het nieuwstedelijk. Die Produktion wurde (mit einer Doppelbesetzung) sowohl in einer niederländischen als auch in einer deutschen Fassung aufgeführt.

## Bühnenwerk
- 9,6 (een verweer) – 2022
- Vrede, Liefde & Vrijheid / Frieden, Liebe & Freiheit – 2021
- Buffering / Puffern – 2020
- Geel Hesje / Gelbweste – 2019
- Gesprek met de regen / Gespräch mit dem Regen – 2018
- Groupe Diane – 2016
- Hoop / Hoffnung – 2015
- Leni & Susan – 2014
- Angst – 2013
- Hebzucht / Habgier – 2012
- Hitler is dood / Hitler ist tot – 2009
- Zoon – 2006
- Lev – 2004
- In Shatila – 2003
- La Dissection d’un Homme Armé – 2002
- Mitrajet – 2001
- Variaties – 1995

Zusammen mit Adriaan Van Aken:
- Burgerman – 2006
- Immaculata – 2004
- Kaspar – 2003
- Vertigo – 2001

## Auszeichnungen und Nominierungen
- 2009 – Taalunie Toneelschrijfprijs für Hitler is dood
- 2011 – Flämischer Kulturpreis für Darstellende Kunst für Braakland/ZheBilding
- 2011 – Biennale-Kulturpreis der KU Leuven für Braakland/ZheBilding
- 2013 – Nominierung SABAM Award für Hebzucht
- 2015 – Nominierung Eurodram für Hitler ist tot (Deutsche Übersetzung)
- 2016 – PublikumsPreis Heidelberger Stückemarkt für Leni & Susan
- 2017 – Fünfjahrespreis der Königlichen Akademie für Niederländische Sprache und Literatur (KANTL) für Bühnenliteratur für Hebzucht, Angst & Hoop
- 2017 – Nomination SABAM Award für Hoop
- 2018 – Leuven MindGate Cross-over Award für Gesprek met de Regen
- 2021 – Eurodram für Conversation with the Rain (Englische Übersetzung)